# Imai Keizó
Imai Keizó (Kiotó, 1950. november 19. –) japán válogatott labdarúgó.

## Pályafutása

### Válogatottban
A japán válogatottban 29 mérkőzést játszott.

## Statisztika
| Japán válogatott | Japán válogatott | Japán válogatott |
| Időszak          | Mérk.            | gól              |
| ---------------- | ---------------- | ---------------- |
| 1974             | 1                | 0                |
| 1975             | 0                | 0                |
| 1976             | 0                | 0                |
| 1977             | 2                | 0                |
| 1978             | 13               | 0                |
| 1979             | 9                | 0                |
| 1980             | 4                | 0                |
| Összesen         | 29               | 0                |